# Nível de ligação
O nível de ligação de dados define as regras para enviar e receber informação através da camada física, assegura uma conexão livre de erros (ex: CRC), codifica e transforma a informação em pacotes, possui os métodos de acesso ao meio e controla o fluxo das tramas. É nesta camada que reside o endereço MAC.
Métodos de acesso ao meio
- Com colisões:
  - ALOHA
  - CSMA
  - CSMA/CD
  - CSMA/CA
- Sem colisões:
  - Token ou Testemunho
  - Round Robin